# Dierama reynoldsii
Dierama reynoldsii là một loài thực vật có hoa trong họ Diên vĩ. Loài này được Verd. miêu tả khoa học đầu tiên năm 1941.